# Nick Kergozou
Nicholas Kergozou De La Boessière, detto Nick (Invercargill, 29 aprile 1996), è un pistard e ciclista su strada neozelandese, che corre per il St George Continental Cycling Team.

## Palmarès

### Pista
- 2014

Campionati neozelandesi, Omnium Junior
- 2015

Campionati neozelandesi, Inseguimento a squadre (con Pieter Bulling, Cameron Karwowski e Liam Aitcheson)
Campionati oceaniani, Inseguimento a squadre (con Hayden Roulston, Aaron Gate e Luke Mudgway)
Campionati oceaniani, Americana (con Cameron Karwowski)
- 2017

Campionati neozelandesi, Inseguimento a squadre (con Thomas Sexton, Joshua Haggerty e Anton O'Connell)
3ª prova Coppa del mondo 2017-2018, Inseguimento a squadre (Milton, con Thomas Sexton, Jared Gray e Campbell Stewart)
4ª prova Coppa del mondo 2017-2018, Inseguimento a squadre (Santiago del Cile, con Harry Waine, Jared Gray, Campbell Stewart e Thomas Sexton)
- 2019

5ª prova Coppa del mondo 2018-2019, Inseguimento a squadre (Cambridge, con Regan Gough, Jordan Kerby, Campbell Stewart e Thomas Sexton)
Campionati neozelandesi, Chilometro a cronometro
Campionati neozelandesi, Velocità a squadre (con Edward Dawkins e Bradly Knipe)
Campionati neozelandesi, Inseguimento a squadre (con Edward Dawkins, Thomas Sexton e Corbin Strong)
Campionati oceaniani, Chilometro a cronometro
- 2020

Campionati neozelandesi, Chilometro a cronometro
Campionati neozelandesi, Velocità a squadre (con Thomas Sexton e Conor Shearing)
- 2021

Campionati neozelandesi, Chilometro a cronometro
Campionati neozelandesi, Inseguimento a squadre (con Hamish Keast, Thomas Sexton e Corbin Strong)
- 2022

Campionati neozelandesi, Chilometro a cronometro
Campionati neozelandesi, Velocità a squadre (con Haydn Jack e Bradly Knipe)
Cambridge Classic, Scratch
Cambridge Classic, Americana (con Daniel Bridgwater)
Cambridge Classic, Omnium
- 2024

Campionati neozelandesi, Chilometro a cronometro
Campionati neozelandesi, Scratch

### Strada
- 2022 (St George Continental Cycling Team, una vittoria)

3ª tappa New Zealand Cycle Classic (Masterton > Martinborough)
- 2023 (St George Continental Cycling Team, due vittorie)

11ª tappa Tour of Poyang Lake (Shangyou > Shangyou)
8ª tappa SBS Bank Tour of Southland (Winton > Invercargill)
- 2024 (St George Continental Cycling Team, due vittorie)

2ª tappa Te Awamutu Cycling Tour
6ª tappa Tour of Thailand (Phichit > Si Thep Historical Park)
- 2025 (St George Continental Cycling Team, una vittoria)

6ª tappa Tour of Thailand (Watthana Nakhon > Aranyaprathet)

#### Altri successi
- 2022 (St George Continental Cycling Team)

Classifica a punti New Zealand Cycle Classic

## Piazzamenti

### Competizioni mondiali
- Campionati del mondo su pista

Seul 2014 - Inseguimento a squadre Junior: 3º
Seul 2014 - Omnium Junior: 6º
Londra 2016 - Inseguimento a squadre: 7º
Hong Kong 2017 - Inseguimento a squadre: 2º
Hong Kong 2017 - Inseguimento individuale: 11º
Hong Kong 2017 - Chilometro a cronometro: 9º
Apeldoorn 2018 - Inseguimento a squadre: 5º
Pruszków 2019 - Inseguimento a squadre: 8º
Pruszków 2019 - Chilometro a cronometro: 10º
Berlino 2020 - Scratch: 23º
Berlino 2020 - Chilometro a cronometro: 7º
Saint-Quentin-en-Yvelines 2022 - Inseguimento a squadre: 5º
Saint-Quentin-en-Yvelines 2022 - Chilometro a cronometro: 7º
Glasgow 2023 - Inseguimento a squadre: 3º
Glasgow 2023 - Chilometro a cronometro: 17º